# Nemzeti személyazonosító jel
Nemzeti személyazonosító jel a világ több országában használatos. Célja az állampolgárok, a tartózkodási vagy letelepedési engedéllyel bírók vagy külföldi munkavállalók nyilvántartása – munkaügyek, adózás, segélyek/juttatások, egészségbiztosítás és más állami illetékességű ügyek intézése kapcsán.
F
A személyazonosító jel általában megjelenik valamely államilag kibocsátott személyazonosító okmányon.
A rendszer kialakítása országonként különböző, de legtöbbször az állampolgár születésekor vagy a nagykorúság elérésekor (tipikusan 18 év) rendelik hozzá a számot. Nem-állampolgárok az országba való belépéskor kapják meg a számot.
Több országban a személyazonosító jelet elvileg csak egy meghatározott célra osztják ki, de idővel de facto általános azonosító jellé válik. Például az USA-ban a Social Security Number (társadalombiztosítási szám, kb. mint a magyarországi TAJ) célja kezdetben a nyugdíjkifizetések adminisztrálása volt. Azonban a funkciók beszivárgása révén az SSN-t már annyi mindenre használják, hogy anélkül igen nehéz pl. bankszámlát nyitni, hitelkártyát igényelni vagy gépkocsit vezetni.

## Magyarország
Magyarországon nincs egyetlen, kizárólagos használatú személyazonosító. Miután az Alkotmánybíróság 1991-ben a személyes adatok védelme érdekében megtiltotta a személyi szám univerzális használatát, 1995-től adóügyekben az adóazonosító jel (nem egyezik meg az adószámmal!), az egészségügyben (társadalombiztosításban) a társadalombiztosítási azonosító jel (taj vagy tajszám) vette át a szerepét, míg népességnyilvántartási és lakcímügyekben megmaradt a személyazonosító jel (tehát a korábbi személyi szám) használata.
A személyi szám mellett a következő azonosítók használatosak: a személyi igazolvány száma, taj, adóazonosító jel, opcionálisan az útlevél, illetve vezetői engedély száma.

## Amerikai Egyesült Államok
Az USA-ban a Social Security Number (SSN, egyfajta társadalombiztosítási szám) egy kilencjegyű azonosító, ami „123-45-6789” alakban írható le, és az USA kormányzatának társadalombiztosítási apparátusa (Social Security Administration) osztja ki magánszemélyek részére. Az első három számjegy a regisztráció helyére, a középső kettő a körülbelüli idejére utal.
Az 1980-as évekig gyakori volt, hogy az embereknek 15-16 éves korukig nem volt SSN-je, mivel a számot adóügyekben használták, így 15-16 éves kor előtt nemigen volt rá szükség. A '80-as években változtattak a törvényen, így ettől kezdve az adó-visszatérítések kedvezményezettjeinek is kell rendelkezniük SSN-nel. Manapság a szülők sokszor már a gyermek születésekor kérnek neki társadalombiztosítási számot, a kórházban született babáknál pedig általában a kórházi adminisztráció felajánlja, hogy a szülők számára kitölti a szükséges papírokat.
A Social Security Numbert sohasem szánták nemzeti személyazonosító jelnek, és a hordozó kártyán (Social Security Card) a feliratok évekig azt hirdették, hogy a szám nem használandó személyazonosítási célokra – jelenleg mégis széles körben erre használják.
Több, az amerikai politikai fősodron kívül eső szervezet tekinti az SSN nemzeti személyazonosító jelként történő használatát alkotmányellenesnek, szerintük többek között a magánélethez való alapjogot korlátozza.

## Ausztrália
Ausztráliában nincsen univerzális személyazonosító jel. A következők állnak még a legközelebb ehhez a státushoz:
- a Medicare card száma (egészségbiztosítási kártya száma), egészségbiztosítási ügyekben
- adószám (Tax File Number, TFN), adóügyekben
- jogosítvány, általános ügyekben

Létezett egy tervezet általános azonosító létrehozására, Australia Card néven, de 1987-ben felhagytak vele. A 2005-ös tervezetet egy másik, egészségügyi és társadalombiztosítási szolgáltatások igénybevételére szolgáló kártya létrehozására 2007-ben tették félre.

## Németország
Németországban nincs általános személyazonosító jel forgalomban. A társadalombiztosítók ugyan csaknem mindenkihez hozzárendelnek egy központi szabályozás alapján (a Bundesamt für Steuern által szabályozva) kiosztott társadalombiztosító azonosítót (pl. 65170839J008), ezeket azonban több, decentralizált adatbázisban tartják nyilván. 2008-tól új adóazonosító számokkal váltják fel a korábbi adókartotékszámot. Akik saját magukat foglalkoztatják, két azonosítót is kaphatnak, egyszer munkaadóként, egyszer munkáltatóként. A vállalatok számára kiosztott szám a gazdasági azonosítószám. A hadsereg kötelékébe lépő személyek szolgálati azonosító számot kapnak. Ezek az azonosítók mind csak az adott célra használhatók fel.
Egy időben az NSZK vezetése próbálkozott egy általános, 12 jegyű személyazonosító szám bevezetésével (Personenkennzeichen, PKZ), amit a teljes lakosságon kívül a náci rezsim Németországon kívül élő áldozatainak kárpótlásra jogosult tagjai számára is kiosztottak volna. A rendszert, amit a polgárnyilvántartásról szóló 1973-as szövetségi törvénybe kívántak beleépíteni, végül 1976-ban teljes egészében elvetették, mivel a Bundestag a német jogrenddel összeegyeztethetetlennek találta egy, a teljes lakosságra kiterjedő azonosító rendszer létrehozását.
Az NDK-ban egy hasonló rendszert (Personenkennzahl, PKZ) be is vezettek 1970-ben, ami a két német állam 1990-es újraegyesítéséig használatban is volt.

## Fordítás
- Ez a szócikk részben vagy egészben a National identification number című angol Wikipédia-szócikk ezen változatának fordításán alapul.  Az eredeti cikk szerkesztőit annak laptörténete sorolja fel. Ez a jelzés csupán a megfogalmazás eredetét és a szerzői jogokat jelzi, nem szolgál a cikkben szereplő információk forrásmegjelöléseként.